# Playamar
Playamar es un barrio perteneciente a la ciudad española de Torremolinos, Málaga. Está situado al nordeste del municipio, entre los barrios de El Bajondillo y Los Álamos, aunque como el resto de barrios de Torremolinos, carece de límites oficiales. En Playamar se encuentran una gran cantidad de restaurantes, chiringuitos y merenderos que ofrecen sobre todo oferta en pescaditos fritos y a la sal. El paseo marítimo de Playamar es muy adecuado para el patinaje y encontramos muchos paseantes que se ponen los patines.

## Descripción
Playamar es uno de los barrios más conocidos de Torremolinos. Fue levantado en los años 1970, junto al barrio de La Colina y en él se encuentran las conocidas Torres de Playamar, principal hito del barrio, que dan forma característica al paisaje de todo Torremolinos y que en su día fueron muy polémicas, debido a que bloquearon la visión del mar desde la carretera de la costa. En el paseo marítimo se encuentran al igual que en las demás zonas del municipio varios chiringuitos y merenderos que ofrecen su oferta estrella, el espeto. En la misma zona se encuentra el Hospital Marítimo de Torremolinos.

## Historia
Playamar, al igual que el cercano barrio de La Colina, se levantó en la década de 1970, en un contexto en el que Torremolinos era todavía el centro neurálgico de la Costa del Sol, por delante de Marbella o Málaga capital. El barrio consistía principalmente en el conjunto de viviendas conocido como Playamar, el cual consistía en dos fases de veintiún torres de quince plantas cada una, que daría un total de 945 apartamento con una concentración de la edificabilidad encaminada a liberar el espacio ajardinado que recuerda a los rascacielos de las propuestas utópicas de Le Corbusier con elementos verticales en el paisaje, encaminado a la liberación del plano del suelo. En su día, las torres fueron uno de los escándalos urbanísticos más sonados de toda Málaga

## Lugares de interés

### Torres de Playamar
Son un conjunto de veintiún torres de quince plantas cada una. Es la urbanización principal del barrio y uno de los conjuntos urbanísticos más famosos de Torremolinos.
Este excepcional conjunto de 21 torres es obra del arquitecto Antonio Lamela. La urbanización de Playamar, recibió en 1969, la "Placa de Oro al Mérito Turístico", y también ha recibido en diversas ocasiones el reconocimiento como "Mejor Jardín de la Costa del Sol".

### Playa de Playamar

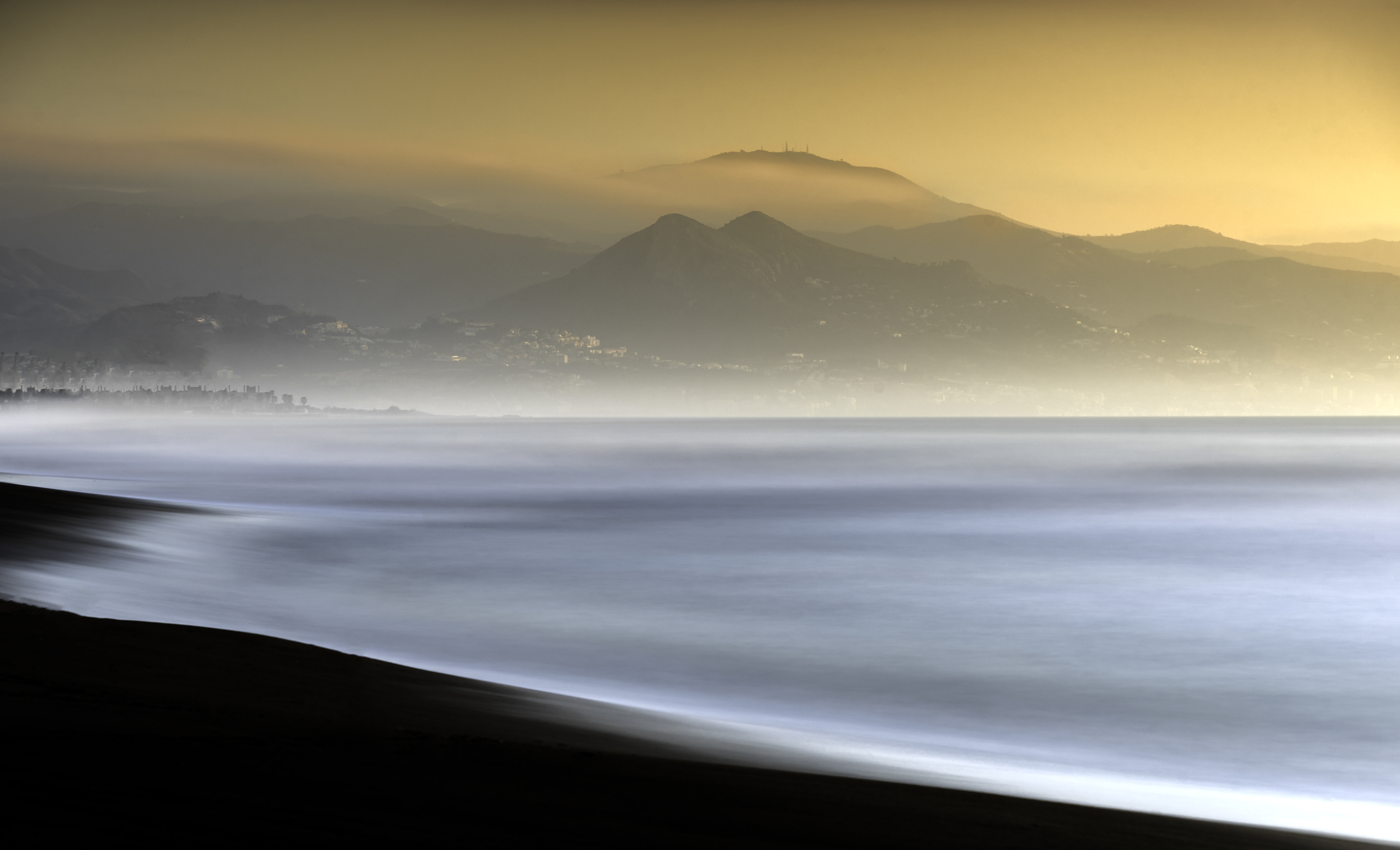
Vista de la playa, con Málaga Este al fondo.

La Playa de Playamar, también conocida como playa de El Retiro, es una playa urbana con una extensión de 1 kilómetro de longitud y una media de 50 metros de ancho. Está situada entre las playas de El Bajondillo y Los Álamos. Es una playa muy frecuentada y con toda clase de servicios.

### Hospital Marítimo de Torremolinos
Bautizado en su origen como Sanatorio Marítimo, el Hospital Marítimo fue creado a principios del siglo XX para el tratamiento de la tuberculosis. El diseño de los pabellones se debe al arquitecto Guerrero Strachan, que también construyó el Ayuntamiento de Málaga, la Iglesia de los Jesuitas en calle Compañía y el edificio neomudéjar junto al mercado central de Atarazanas. En la actualidad es un centro dependiente del Hospital Clínico. Comúnmente, en el entorno del Hospital Marítimo, marca los límites de Playamar con el barrio de Los Álamos.  

### Plaza del Lido
La Plaza del Lido, también llamada Plaza de las Comunidades Autónomas, se encuentra situado en los límites de Playamar con el barrio de El Bajondillo. Su principal particularidad es el de albergar en el centro de la misma una rotonda con la escultura de "Mujeres corriendo por la playa", que emula el cuadro de Picasso. En la plaza también están las banderas de las diecisiete comunidades autónomas de España. 

### Parroquia Santa María del Mar
La iglesia se inauguró el 1 de agosto de 2003 por el obispo de Málaga D. Antonio Dorado, perteneciendo a la parroquia de San Miguel (Torremolinos) y siendo párroco D. Andrés Alfambra. Ante el aumento demográfico que se estaba produciendo, el párroco vio la necesidad de construir un templo auxiliar en esa zona de Los Álamos-Costa Lago-Playamar.
Hasta el 1 de septiembre de 2019 perteneció a la parroquia de San Miguel, pero tras el recorrido pastoral y demográfico de estos años, se vio la necesidad de solicitar su erección como parroquia, como efectivamente fue decretada por el Obispo de Málaga a partir de esa fecha.

### Monumentos

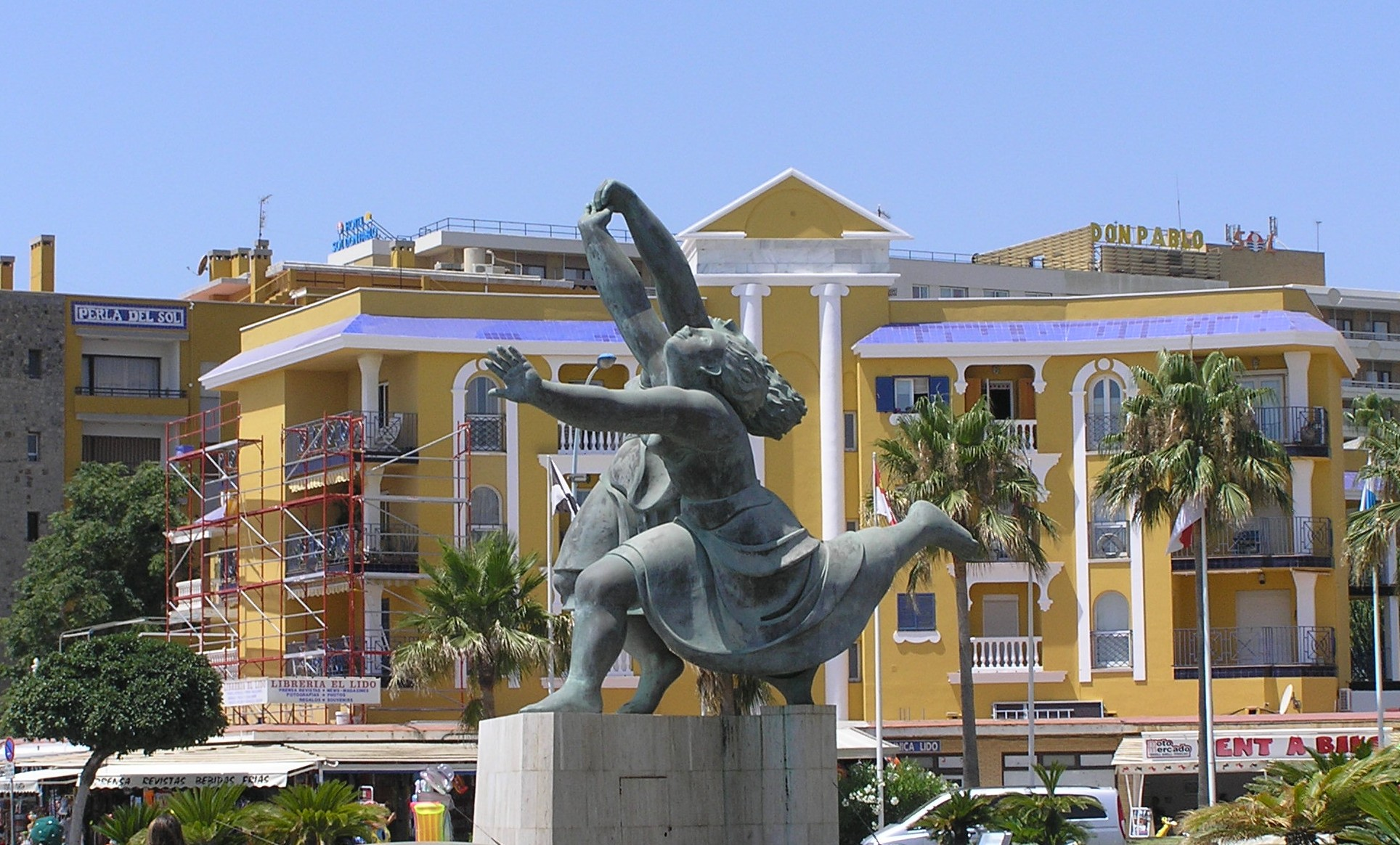
Mujeres corriendo por la playa.

- "Mujeres corriendo por la playa": Es una escultura situada en el paseo marítimo, obra de Salvador García en homenaje al malagueño, Pablo Picasso. La escultura está basada en el célebre cuadro del pintor, conocido como Dos mujeres corriendo por la playa.
- "Rotonda de los Delfines": Es una fuente presidida por una escultura que representa varios delfines, situada en la intersección entre la avenida de Benyamina, arteria principal del barrio, y el paseo marítimo.

## Transporte

### Cercanías Málaga
Ninguna estación de Cercanías Málaga se encuentra situado en el barrio, las más cercanas son las de La Colina y Torremolinos. ambas pertenecientes a la línea C-1, que comunica el centro de Málaga con Fuengirola a través de toda la Costa del Sol Occidental.  

### Autobuses urbanos
La siguiente línea de los Urbanos de Torremolinos tienen parada en el barrio de Playamar:
| Línea | Trayecto                | Recorrido y horarios | Operadora               |
| ----- | ----------------------- | -------------------- | ----------------------- |
| L2    | Torremolinos - Playamar |                      | Urbanos de Torremolinos |

### Autobuses interurbanos
Las siguientes líneas del Consorcio de Transporte Metropolitano de Málaga tienen parada en el barrio de Playamar:
| Línea | Trayecto                                     | Recorrido y horarios | Plano |
| ----- | -------------------------------------------- | -------------------- | ----- |
| M-110 | Málaga - Benalmádena Costa                   | Recorrido y horarios | Plano |
| M-123 | Churriana - Torremolinos - Benalmádena Costa | Recorrido y horarios | Plano |